# Goephanes zebrinus
Goephanes zebrinus là một loài bọ cánh cứng trong họ Cerambycidae.